# مقتل إيلي بيركنز

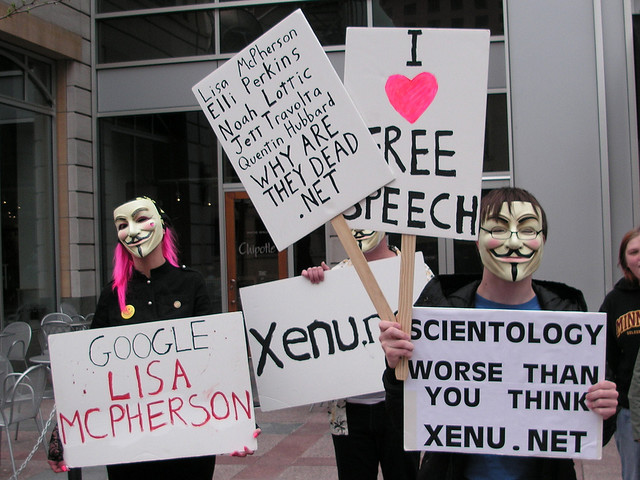
9 مايو 2009 احتجاجات مينيابوليس ضد تنظيم السيانتولوجيا

إيلي بيركنز (عام 1949 - 13 مارس 2003) ، أم لطفلين، وفنانة زجاج محترفة، وسيانتولوجية عاشت في غرب نيويورك. كانت مدققة كبيرة في كنيسة السيانتولوجيا في بوفالو ، نيويورك.
عندما بدأ ابنها جيرمي في إظهار سلوك غريب ومزعج، لم تبحث عن رعاية نفسية له. حاولت بدلاً من ذلك تصحيح ذلك بالعلاج وفقًا للسيانتولوجيا. تقدم الفصام لدي جيريمي إلى النقطة التي شعر فيها بأن إيلي كانت تسممه (من بين تفسيرات جيريمي «إنها تجعلني أتناول هذه الفيتامينات كل يوم»، في إشارة إلى الطب البديل الذي اضطرت إليه). بعد محاوله انتحار، قتل جيريمي والدته.
تلقت الجريمة تغطية إخبارية كبيرة وكانت أغلب الأخبار تشمل مضمونا واحدا ألا وهو أن رفض إيلي السماح لجيريمي بأن يعالج من قبل طبيب نفسي مختص هو ما تسبب في انفجاره في نهاية المطاف، وأدي إلي موتها.

## حياتها السابقة
ولدت إيلي بريزنت وترعرعت في ظل خلفية يهودية ، وتزوجت دون بيركنز، الذي نشأ في ظل خلفية مسيحية.  وقد التقت إيلي دون بعد فترة وجيزة من المشاركة في دورة للسيانتولوجيا. قبل مجيئها إلى بوفالو، عاشت بيركنز في روشستر ، حيث ارتادت معهد روشستر للتكنولوجيا. صممت إيلي بيركنز فن الزجاج المصنوع يدوياً، وسافرت إلى معرض النهضة السنوي في شمال ولاية نيويورك لبيع سلعها.  كانت عضوًا في مهرجان نهضة الاسترليني لمدة ثلاثة وعشرين عامًا، وساعدت في إدارة جمعية نياجرا كرافت. كانت قد فشلت في بيع اللوحات، وكان صديق لها هو مصدر إلهامها لبدء الرسم على الزجاج.  عندما غادر صديقها المدينة، تركت السوق مفتوحة أمام إيلي لإقامة متجر والبدء في بيع أعمالها الزجاجية المرسومة. 